# Sendaphne jatai
Sendaphne jatai är en stekelart som beskrevs av Penteado-dias 1995. Sendaphne jatai ingår i släktet Sendaphne och familjen bracksteklar. Inga underarter finns listade i Catalogue of Life.